# Khu vực quốc hội số 2 của Colorado
Khu vực quốc hội số 2 của Colorado là một khu vực quốc hội tại tiểu bang Colorado của Hoa Kỳ. Khu vực nằm ở phía bắc trung tâm của tiểu bang và bao gồm các vùng ngoại ô phía tây bắc của Denver bao gồm Boulder, Northglenn, Thornton và Westminster. Khu vực cũng bao gồm các thị trấn miền núi Vail, Grand Lake và Idaho Springs. Việc tái phân bổ vào năm 2011 đã chuyển Quận Larimer, bao gồm các thành phố Fort Collins và Loveland, đến khu vực 2 từ khu vực 4 cho cuộc bầu cử năm 2012.